# چن داشیانگ
چن داشیانگ (انگلیسی: Chen Daxiang؛ زادهٔ ۲۷ ژانویهٔ ۱۹۹۶) بوکسور اهل چین است.